# Catocala orion
Catocala orion är en fjärilsart som beskrevs av Mcdunnough 1922. Catocala orion ingår i släktet Catocala och familjen nattflyn. Inga underarter finns listade i Catalogue of Life.